# Flirtea granulosa
Flirtea granulosa is een hooiwagen uit de familie Cosmetidae.